# Elettrotreno FCE M.88
L'elettrotreno FCE M.88 è un convoglio binato (inscindibile) di costruzione Firema, composto da due elementi collegati tra loro in modo semipermanente, mediante una barra di trazione. Esso è a trazione elettrica (corrente continua) a 3000 volt,  ed è in servizio sulla metropolitana di Catania.

## Storia
L'elettrotreno è stato concepito come rotabile di prima fornitura per la nuova Metropolitana di Catania, da immettere in servizio all'inizio del 2000, in sostituzione delle obsolete elettromotrici Stanga, concesse in comodato d'uso dalla Ferrovia Centrale Umbra. Le consegne delle ulteriori 3 unità,  sono avvenute entro il 2001. Le 4 unità hanno ricevuto ciascuna un nome di battesimo femminile, ispirato ai personaggi di opere di Vincenzo Bellini: Norma, Beatrice, Elvira, Zaira. Nel 2008 è stata consegnata la prima unità della seconda fornitura, ossia l'elettrotreno M.88.05, che ha ricevuto il nome Rita, in ricordo di una giornalista, vittima dell'attentato terroristico di Sharm el-Sheikh del 23 luglio del 2005.
Nel 2011 è stata consegnata la sesta unità, battezzata Agata in onore della santa patrona di Catania.
Il 27 aprile dello stesso anno, sono state consegnate le unità 07 e 08, esse sono state battezzate rispettivamente Brigante e Donatello. Tuttavia, dopo qualche tempo, quest'ultime due denominazioni sono state rimosse dai rispettivi rotabili, in quanto erano in evidente polemica con le celebrazioni per il 150º anniversario dell'Unità d'Italia, tenutesi nello stesso periodo; il nome della prima unità (la 07), è un richiamo al fenomeno del brigantaggio postunitario nell'ex Regno delle Due Sicilie, quello della seconda (la 08), è un richiamo al brigante Carmine Crocco, detto "Donatello": proprio per questo motivo, i due elettrotreni vennero privati delle loro denominazioni.

## Caratteristiche

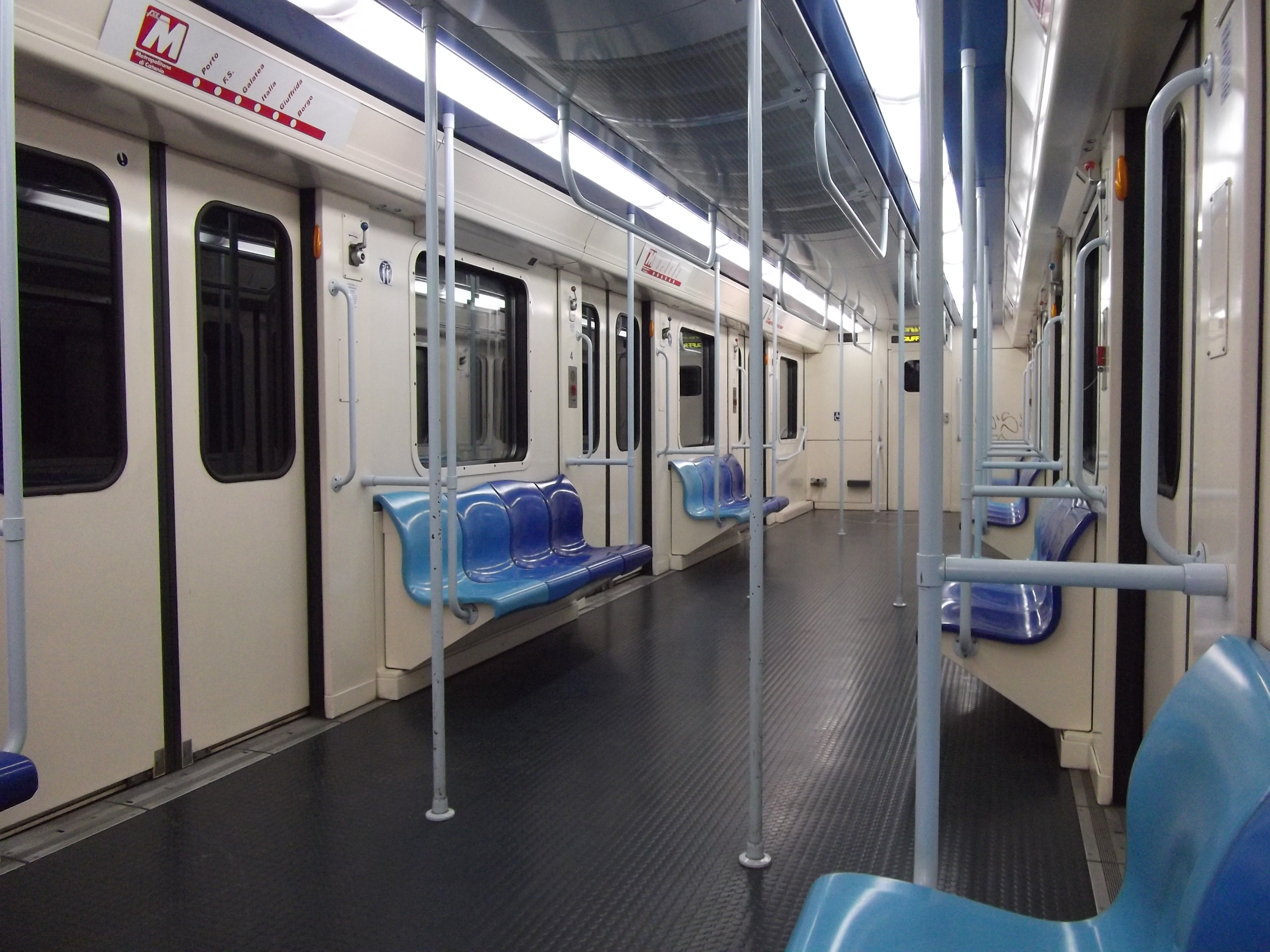
L'interno dell'elettrotreno M.88.02, denominato Beatrice.

La struttura del rotabile è in lega leggera con tecnologia avanzata di grandi profilati estrusi di alluminio.
Il convoglio è a due casse inscindibili, comunicanti con porta di servizio, munite di 8 porte ad espulsione per fiancata; sono montate ciascuna su 2 carrelli, di cui uno di trazione e uno portante. La sospensione secondaria è pneumatica e autolivellante.
Il circuito di controllo della potenza è ad inverter GTO-VVVF; i motori sono del tipo asincrono trifase raffreddati ad aria forzata. Due gruppi statici ausiliari di conversione, 3000 Vcc/380 Vca, 50 Hz, forniscono l'energia elettrica per gli usi di bordo e per la carica delle batterie.
Le apparecchiature elettriche sono montate nei sottocassa mentre i reostati di frenatura e recupero e la climatizzazione sono sull'imperiale. La corrente è captata dalla linea aerea mediante pantografo. 
Il sistema frenante è di 3 tipi: frenatura elettrica reostatica e con recupero di energia, pneumatica a dischi su ogni asse e elettromagnetica a pattini.
Ogni convoglio è accoppiabile mediante accoppiatori automatici e telecomandabile fino a tre unità. La sicurezza dei passeggeri viene garantita da impianti di videosorveglianza e da citofoni di emergenza. La capacità complessiva di posti è di 442 con due posti attrezzati per disabili.

## Il revamping fallito
Nel corso del 2018 erano stati stanziati 10 milioni di euro che servivano, attraverso un accordo multiplo, al revamping degli elettrotreni M.88, al fine di renderli più moderni, oltre all'acquisto dei nuovi elettrotreni serie CT0, di cui 27 erano già stati finanziati.
Il suddetto revamping prevedeva interventi di ristrutturazione generale sugli impianti e sulle parti meccaniche dei rotabili in questione, con inserimento degli annunci vocali e visivi delle stazioni.

## Stato attuale

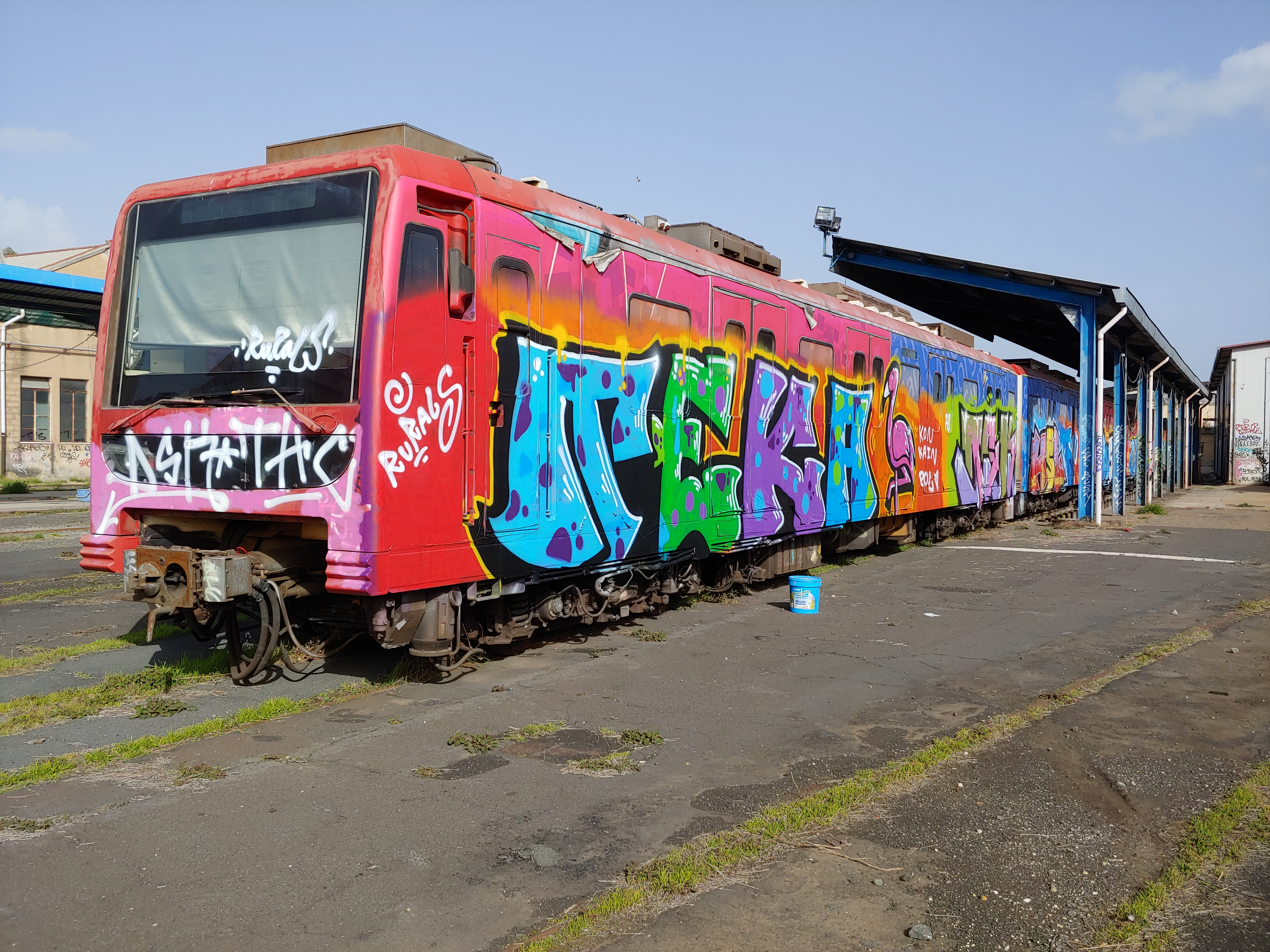
L'elettrotreno M.88.04 denominato Zaira, accantonato presso il deposito locomotive di Catania; da notare la livrea diversa rispetto a quella ordinaria. Dietro ad esso, sempre in accantonamento, si trova l'elettrotreno M.88.05 denominato Rita, 18 gennaio 2023.

Con l’immissione in servizio dei nuovi elettrotreni della serie elettrotreni serie CT0, gli elettrotreni M.88 stanno venendo progressivamente messi fuori servizio.
Gli elettrotreni M.88.04 ed M.88.05, denominati rispettivamente Zaira e Rita, sono attualmente accantonati presso il deposito locomotive di Catania; e stando ad un documento ufficiale, l’elettrotreno M.88.05 dovrebbe essere ripristinato al servizio viaggiatori, mentre l’M.88.04 è stato accantonato definitivamente, forse “sacrificato” per fornire i pezzi di ricambio agli altri elettrotreni.
Le altre unità restanti sono funzionanti e si alternano fra alcune soste nelle due stazioni estreme e qualche servizio, anche se ultimamente, quasi sempre, il servizio viene svolto dai nuovi elettrotreni CT0.

## Galleria d'immagini

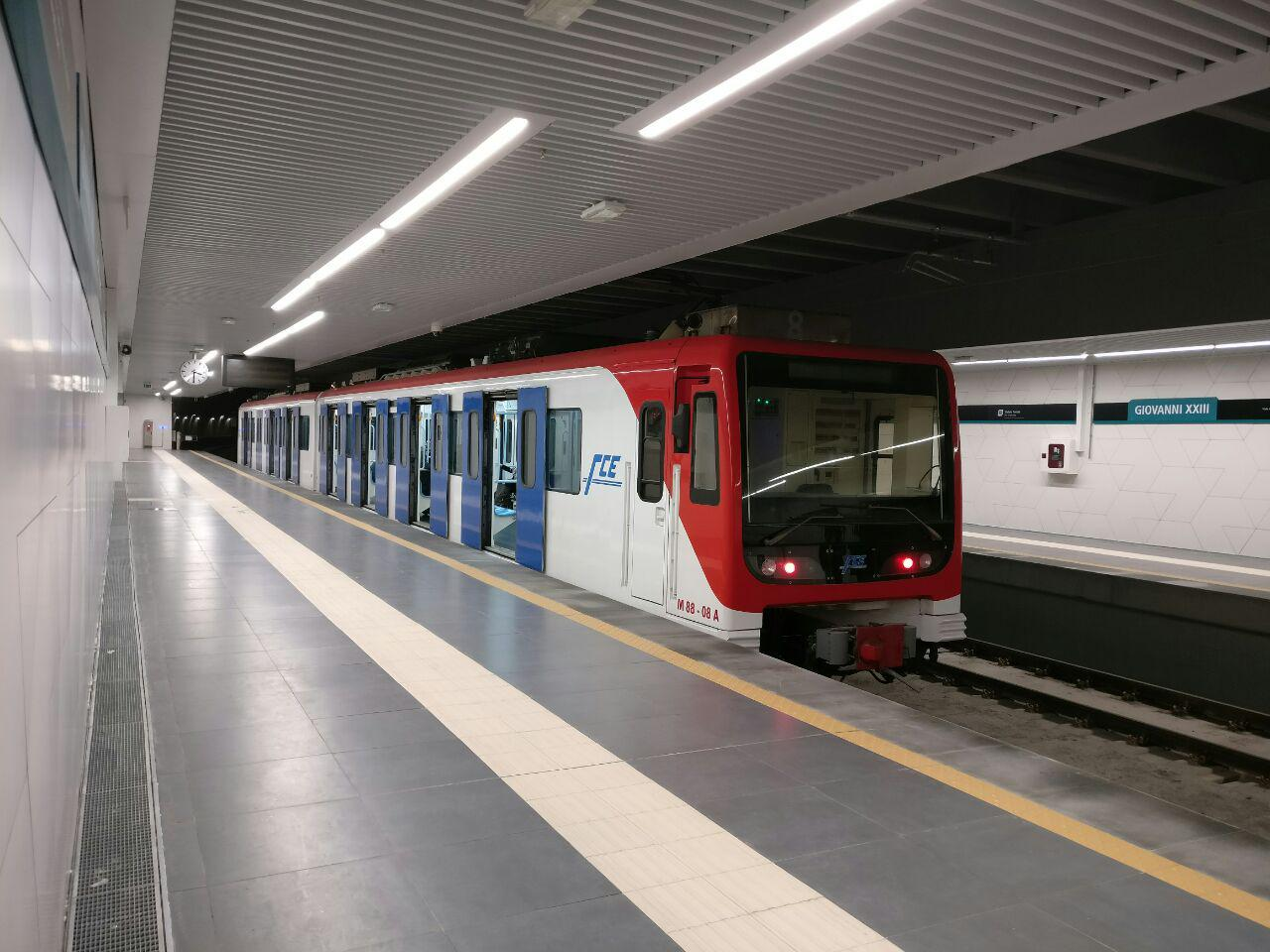
L'elettrotreno M.88-08 ex Donatello, privato della sua denominazione, stazione di Giovanni XXIII, 20 dicembre 2016.
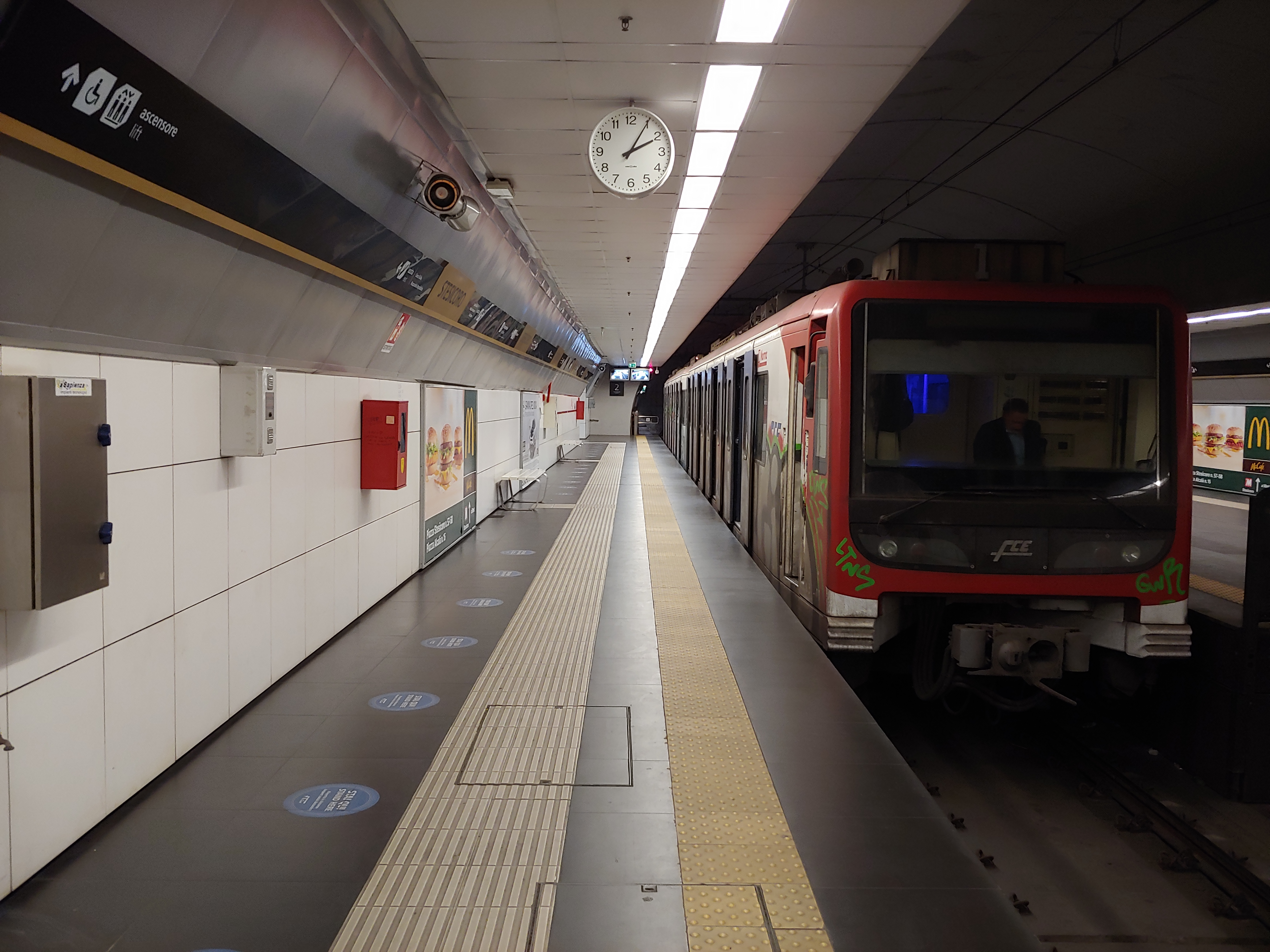
L'elettrotreno M.88-01, denominato Norma, in sosta alla stazione di Stesicoro, 26 ottobre 2022.
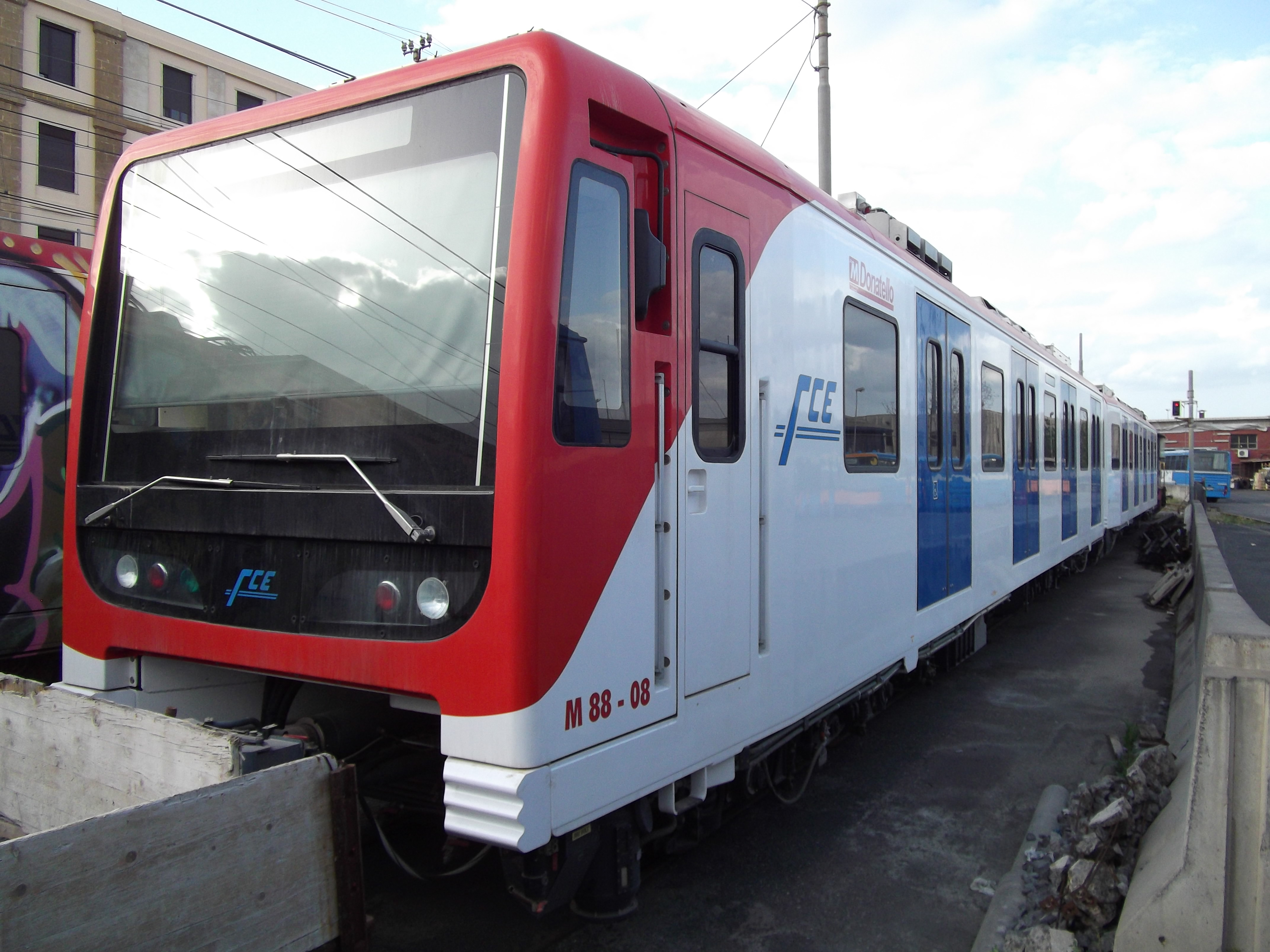
L'elettrotreno M.88-08, denominato Donatello, non ancora in servizio, in sosta alla stazione di CT. Porto, (ex Catania Porto), 3 Maggio 2011.
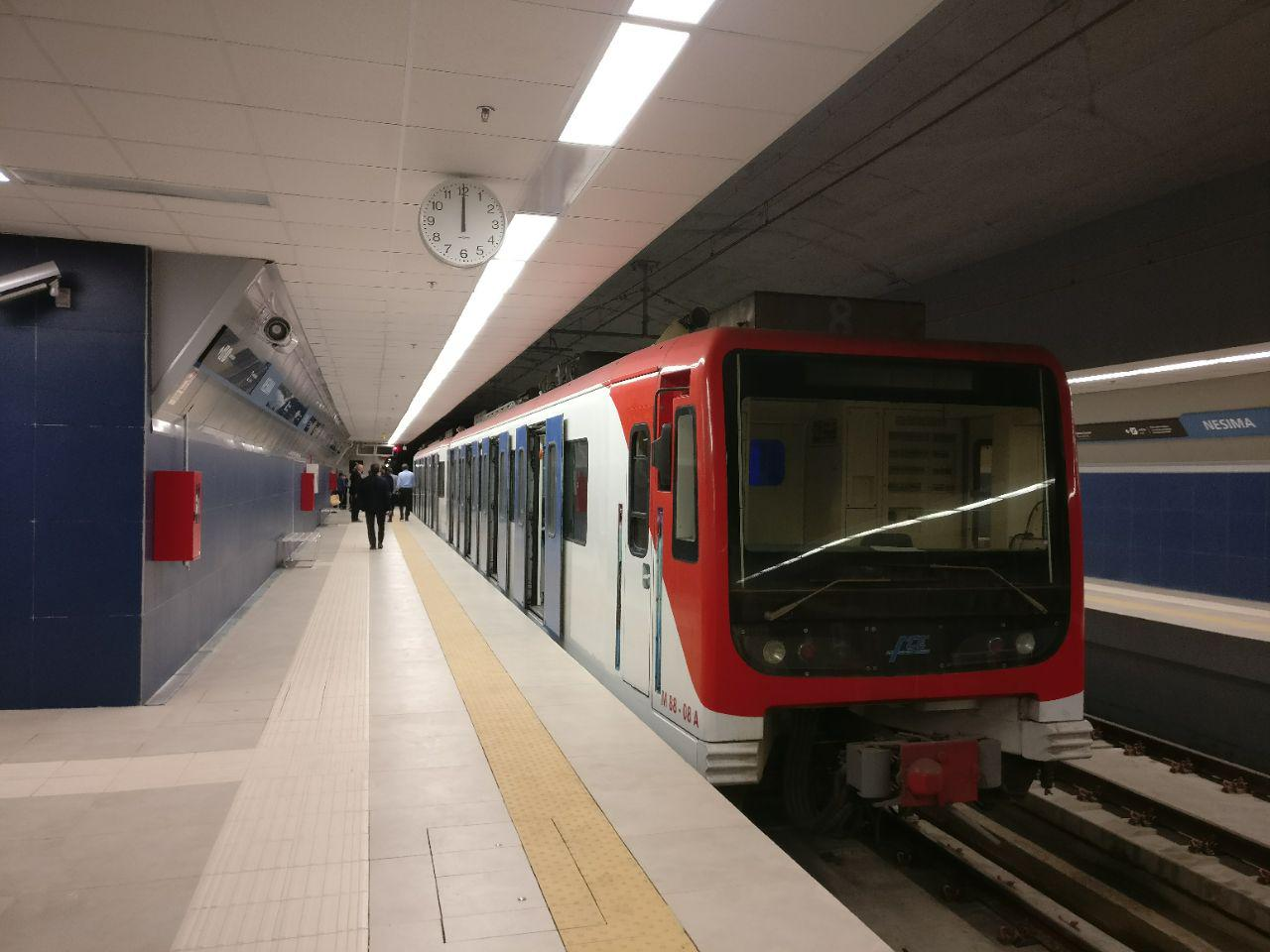
L'elettrotreno M.88-08 ex Donatello, alla stazione di Nesima, 31 Marzo 2017.
- L'elettrotreno M.88-01, denominato Norma, in arrivo alla stazione di Galatea, novembre 2022.